# 崔蘭
崔蘭（韓語：최란，1960年11月30日—），韓國女演員。現任大韓民國首爾文化藝術協會理事長，首爾綜合藝術學校副校長。丈夫李忠熙是前籃球國手、教練，曾在臺灣CBA中華職籃宏國象籃球隊打球及擔任教練。

## 演出作品

### 電視劇
- 1984年：KBS《獨立門》
- 1987年：KBS《愛情花盛開的樹》
- 1993年：SBS《輕聲細語》
- 1994年：MBC《綜合醫院》
- 1994年：KBS《尋找隱藏圖像》
- 1995年：MBC《愛情和婚姻》
- 1997年：MBC《愛情與離別》
- 1998年：KBS《野望的傳說》飾演 宋慧珠
- 1999年：MBC《許浚》飾演 內醫女紅春
- 2002年：MBC《商道》飾演 于郁蘭
- 2002年：KBS《小氣家族》
- 2003年：SBS《太陽深處》飾演 池花子
- 2003年：SBS《All In》飾演 張美蘭
- 2003年：KBS《珍珠項鍊》飾演 鄭明淑
- 2004年：KBS《第二次求婚》
- 2005年：KBS《豪傑春香》飾演 夢龍母
- 2005年：MBC《悲傷戀歌》
- 2005年：KBS《悲傷啊，再見！》飾演 善玉
- 2005年：SBS《My Girl》飾演 功燦的姨母
- 2006年：SBS《101次求婚》飾演 張恩林
- 2007年：MBC《空港城市》飾演 崔貞熙
- 2007年：MBC《蘿蔔泡菜》飾演 宋秀男
- 2007年：SBS《尋找兒子三萬里》
- 2008年：KBS《快刀洪吉童》
- 2008年：KBS《最強七迂》
- 2009年：SBS《吞噬太陽》飾演 崔仁淑
- 2009年：SBS《原來是美男》飾演 高美慈
- 2009年：SBS《不要猶豫》飾演 嚴美順
- 2010年：MBC《同伊》飾演 尹氏（張禧嬪母）
- 2010年：SBS《不懂女人》
- 2011年：MBC《階伯》飾演 玲妙
- 2011年：KBS《波塞冬》飾演 英蘭
- 2011年：KBS《榮光的在仁》飾演 護士長
- 2012年：KBS《Big》飾演 金英玉
- 2016年：KBS《女人的秘密》飾演 朴福子

### 電影
- 2001年：《Humanist》（客串）
- 2002年：《Although Is Hateful Again 2002》
- 2002年：《Run 2 U》
- 2004年：《靈》（客串）
- 2004年：《Shin Suk-ki Blues》（客串）
- 2004年：《Lovely Rivals》